# Ромен Ролан
Ромен Ролан (фр. Romain Rolland; Кламси, 29. јануар 1866 — Везле, 30. децембар 1944), био је француски књижевник, драматург и музиколог, један од највећих мистика француске литературе 20. века. Добитник је Нобелове награде за књижевност 1915. године.
Био је дубоко заинтересован и активно укључен у битна социјална, политичка и духовна збивања, укључујући "аферу Драјфус", феномен комунизма, борбу против нацизма, пацифизам.
По књижевном усмерењу био је хуманиста и недогматски моралиста, а у личном животу одан демократским идеалима. Уживао је светску славу и називан је „савешћу свог времена”.

## Биографија
Ромен Ролан родио се у Кламсију, граду у региону Бургоња источном делу централне Француске. Са 14 година отишао је у Париз, где се уписао на Вишу нормалну школу. У Паризу се упознао са делима Спинозе и Толстоја и развио страст за музиком. Дипломирао је историју 1889. године, а 1895. докторирао на музикологији са тезом „Историја европске опере пре Лилија и Скарлатија“. Две године школовао се и у Риму. По завршетку студија кратко време је предавао уметност и музикологију, а онда је 1912. напустио место предавача да би се у потпуности посветио писању.
Ролан је био пасионирани љубитељ уметности: опере, Микеланђела, Скарлатија, Бетовена. Био је лични пријатељ Рихарда Штрауса. Дивио се пацифистичким идејама Лава Толстоја и индијских мислилаца у предвечерје Првог светског рата. О овим идејама је размењивао мишљења са Гандијем и Тагором. Био је мистик и пацифиста, проучавао јогу, индијску филозофију и духовност. Године 1929. основао је Међународно биогентичко друштво, које промовише мир и одржив и хармоничан начин живота.
Године 1914. преселио се у Швајцарску, где је живео до 1937. када се вратио у родну Француску. Умро је 1944. године у Везлеу, градићу у истоименој општини, у региону Бургундија-Франш-Конте у централној Француској.

## Књижевни рад
Без обзира на жанр, Роланово дело има за тему људску потрагу за срећом, смислом и истином. Да би описао природу својих романа у циклусима сковао је термин „roman fleuve” (у буквалном преводу „роман река"). Прву књигу је објавио 1902. године, када је већ имао 36 година. У почетку је писао драме, али је био неуспешан у својим покушајима да допре до широке публике. Своје драме је сакупио у два циклуса: Трагедије вере (фр. Les Tragédies de la foi из 1913. и Позориште револуције (фр. Le Théâtre de la révolution из 1904, који обухвата 12 драма међу којима и приказ Драјфусове афере.
Светски познат постао је романом Жан Кристоф објављеним у 10 томова, од 1904. до 1912. године, за који је 1915. добио Нобелову награду. Следе Кола Брењон (дело у духу Раблеове галске традиције), још један циклус, у 7 томова, Очарана душа (1922—1933), приповетке међу којима је једна од најпознатијих Петар и Луција и низ других дела. Рпланово музичко образовање одразило се и на композицију његових романа.
Посебну пажњу заслужују романсиране биографије Лудвига ван Бетовена, Микеланђела Буонаротија, Лава Толстоја, Фридриха Хендла, Махатме Гандија. Не мање значајни и његови Мемоари, Дневник и постхумна издања коресподенције са низом истакнутих личности Европе, Азије и Америке.
Осим лепе књижевности опробао се и у другим жанровима. У есеју Позориште за народ (фр. Le théâtre du peuple) залагао се за демократизацију позоришта, док је велику пажњу привукао и његов антиратни спис Изнад метежа, позив Француској и Немачкој да поштују истину и човечанство током међусобног сукуба у Првом светском рату.
Овај велики стилист снажно је утицао на своје савременике, а његова дела читају се и данас

## Нобелова награда
Нобелову награду за књижевност Ромен Ролан добио је 1915. године за дело Жан Кристоф. У образложењу награде је речено: „... за допринос узвишеном идеализму књижевног дела, и за осећајност и љубав према истини које је користио у опису различитих личности.“ Награду је примио тек годину дана касније.